# Neptuno (estación)
Neptuno es una estación ferroviaria que forma parte de la red del Metro de Santiago de Chile. Está en una trinchera al aire libre, entre las estaciones San Pablo y Pajaritos de la Línea 1, en la comuna de Lo Prado. Debido a que se encuentran uno de los talleres de la red en la estación, es común ver trenes que salen o entran desde las cocheras para empezar a hacer servicio de pasajeros.
La estación estuvo cerrada entre el 18 de octubre de 2019 y el 25 de julio de 2020 debido a los daños ocurridos en la línea producto de las protestas originadas por el alza de la tarifa del transporte público.

## Características y entorno
Presenta un flujo moderado-bajo de pasajeros, está en un sector netamente residencial y no presenta grandes atractivos. La parada tiene la función principal de trasladar a los habitantes de la zona hacia el centro de Santiago. La estación posee una afluencia diaria promedio de 9566 pasajeros.

### Accesos
| Acceso | Intersección               |
| ------ | -------------------------- |
| A      | Av. Neptuno con Av. Dorsal |
| B      | Av. Neptuno con Av. Dorsal |

## Origen etimológico
Su nombre proviene de la Avenida Neptuno, que circula paralela al trazado del ferrocarril. El nombre de esta avenida recuerda a Neptuno, dios del mar según la mitología romana. En la época cuando el Metro de Santiago utilizaba iconografías para identificar sus estaciones, ésta aludía al dios latino a través de un tridente con dos peces.

## Galería

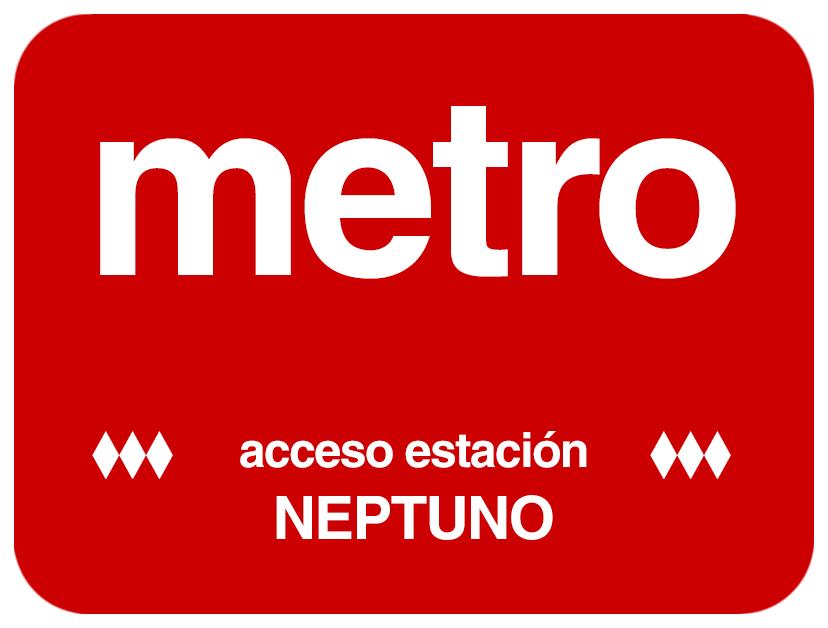
Letrero utilizado en los accesos a la estación hasta 1997.
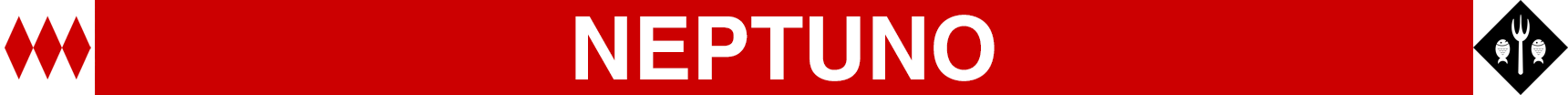
Cenefa antigua utilizada en los andenes.
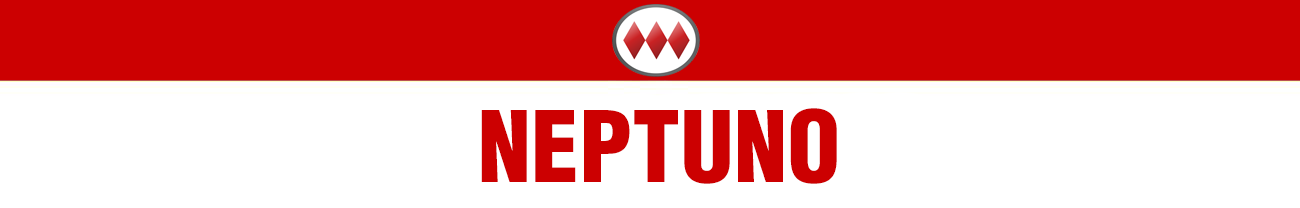
Cenefa utilizada actualmente en los andenes.
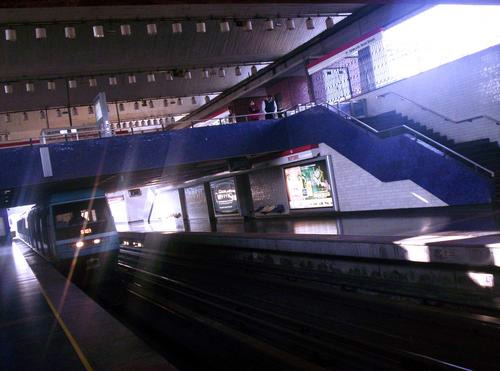
Vista desde uno de los andenes de la estación.

## Talleres Neptuno
Entre las estaciones San Pablo y Neptuno se encuentran los Talleres de Neptuno de la Línea 1 del Metro de Santiago. En este lugar se guardan, limpian y mantienen los trenes que hacen servicio de pasajeros. Asimismo, en ellos también se realiza el ensamblaje de los trenes NS-2016 por parte de Alstom.

## Conexión con Red Metropolitana de Movilidad
La estación posee 5 paraderos de la Red Metropolitana de Movilidad en sus alrededores (sin la existencia del paradero 4), los cuales corresponden a:
| Paradero/ Código                  | Recorridos |
| --------------------------------- | --- |
| Parada 1 / Metro Neptuno (PJ1740) | 412 (La Reina) |
| Parada 2 / Metro Neptuno (PJ191)  | 412 (Enea) - 514 (San Luis de Macul)                                                                                  |
| Parada 3 / Metro Neptuno (PJ686)  | 511 (Peñalolén) - 541n (Colón) - J04 (Fin del recorrido / La Alianza) - J08 (Pudahuel Sur) - J15c (Fin del recorrido) |
| Parada 5 / Metro Neptuno (PJ861)  | J08 (Lo Franco) - J10 (Parque de Los Reyes) - J19 (Metro Quinta Normal)                                               |
| Parada 6 / Metro Neptuno (PJ884)  | 514 (Enea) - 541n (El Tranque) - J10 (San Daniel) - J19 (Pudahuel Sur)                                                |